# 梅默尔斯
梅默尔斯是德国图林根州的一个市镇。总面积6.46平方公里，总人口354人，其中男性181人，女性173人（2011年12月31日），人口密度55人/平方公里。